# Ladies European Tour 2010
Le circuit de la Ladies European Tour 2010 est le circuit européen de golf féminin qui se déroule l'année 2010, elle se tient entre février et décembre 2010. L'évènement est organisé par la Ladies European Tour dont la plupart des tournois se tiennent en Europe. La saison s'articule autour de vingt-six tournois dont les deux tournois majeurs que sont l'Evian Masters et l'Open britannique.

## Calendrier 2010
| Dates             | Tournoi                             | Vainqueur                 | Gains totaux (€) |
| ----------------- | ----------------------------------- | ------------------------- | ---------------- |
| 25-28 fév.        | Open de Nouvelle-Zélande            | Laura Davies              | 200 000          |
| 4-7 mars          | ANZ LadiesMasters                   | Karrie Webb               | 372 500          |
| 11-14 mars        | Open d'Australie                    | Yani Tseng                | 380 000          |
| 18-20 mars        | Lalla Meryem Cup                    | Anja Monke                | 275 000          |
| 22-25 avril       | European Ladies Golf Cup            | Suède                     | 350 000          |
| 7-9 mai           | Open de Turquie                     | Melissa Reid              | 200 000          |
| 13-16 mai         | Open d'Allemagne                    | Laura Davies              | 330 000          |
| 27-30 mai         | Open de Slovaquie                   | Maria Hernandez           | 350 000          |
| 4-6 juin          | Open des Pays-Bas                   | Florentyna Parker         | 250 000          |
| 17-20 juin        | Open de Suisse                      | Lee-Anne Pace             | 525 000          |
| 25-27 juin        | Open du Portugal                    | Karen Lunn                | 200 000          |
| 1er-4 juil.       | Open de Tenerife                    | Trish Johnson             | 275 000          |
| 22-25 juil.       | Evian Masters                       | Jiyai Shin                | 2 215 850        |
| 29 juil.-1er août | Open britannique                    | Yani Tseng                | 1 704 500        |
| 6-8 août          | Open d'Irlande                      | Sophie Gustafson          | 500 000          |
| 12-15 août        | Wales Ladies Championship of Europe | Lee-Anne Pace             | 340 000          |
| 18-20 août        | Open d'Écosse                       | Virginie Lagoutte-Clément | 200 000          |
| 27-29 août        | Finnair Masters                     | Lee-Anne Pace             | 200 000          |
| 3-5 sept.         | Open d'Autriche                     | Laura Davies              | 200 000          |
| 9-12 sept.        | Open de France                      | Trish Johnson             | 250 000          |
| 16-19 sept.       | Open d'Espagne                      | Laura Davies              | 350 000          |
| 22-24 oct.        | Sanya Ladies Open                   | Lee-Anne Pace             |                  |
| 29-31 oct.        | Open de Suzhou Taihu                | Lee-Anne Pace             | 200 000          |
| 4-7 nov.          | Masters de Corée                    | Laura Davies              | 255 675          |
| 8-11 déc.         | Masters de Dubaï                    | Iben Tinning              | 500 000          |

En fond vert sont les deux tournois majeurs.

## Classement final
| Rang                                      | Joueuse                   | Pays           | Gain (€) |
| ----------------------------------------- | ------------------------- | -------------- | -------- |
| 1                                         | Lee-Anne Pace             | Afrique du Sud | 339 517  |
| 2                                         | Laura Davies              | Angleterre     | 311 573  |
| 3                                         | Melissa Reid              | Angleterre     | 270 871  |
| 4                                         | In-Kyung Kim              | Corée du Sud   | 193 154  |
| 5                                         | Iben Tinning              | Danemark       | 163 562  |
| 6                                         | Virginie Lagoutte-Clément | France         | 153 526  |
| 7                                         | Suzann Pettersen          | Norvège        | 149 489  |
| 8                                         | Florentyna Parker         | Angleterre     | 145 240  |
| 9                                         | Trish Johnson             | Angleterre     | 139 924  |
| 10                                        | Vikki Laing               | Écosse         | 126 733  |
| 11                                        | Anja Monke                | Allemagne      | 125 392  |
| source: Ordre du mérite 2010, site du LET |                           |                |          |